# Federal Hockey League 2013-2014
La Federal Hockey League 2013-2014 è la quarta edizione di questo campionato.

## Squadre partecipanti
Numerosi sono i cambiamenti rispetto alla stagione precedente: il numero di squadre è sceso da 6 a 4. Sono infatti state sciolte, già nel corso della stagione precedente, sia i Pennsylvania Blues (che a loro volta in corso di stagione avevano preso il posto dei Williamsport Outlaws) che i New York Bluefins (che a loro volta in corso di stagione avevano preso il posto dei Cape Cod Bluefins).
Inoltre, i 1000 Islands Privateers hanno cambiato nome, assumendo quello della città dove giocano dal 2012, divenendo così Watertown Privateers.

## Stagione Regolare
| Squadra              | PG | V  | VOT | POT | P  | GF  | GS  | Pt  |
| -------------------- | -- | -- | --- | --- | -- | --- | --- | --- |
| Danbury Whalers      | 56 | 35 | 2   | 8   | 11 | 241 | 160 | 117 |
| Dayton Demonz        | 57 | 33 | 7   | 3   | 14 | 278 | 181 | 116 |
| Watertown Privateers | 56 | 15 | 5   | 4   | 32 | 195 | 254 | 59  |
| Danville Dashers     | 57 | 10 | 6   | 5   | 36 | 181 | 300 | 47  |

## Playoff
|  | Semifinali | Semifinali           | Semifinali | Semifinali | Semifinali |  |  | Finale | Finale          | Finale | Finale | Finale | Finale | Finale |  |
|  |            |                      |            |            |            |  |  |        |                 |        |        |        |        |        |  |
|  |            |                      |            |            |            |  |  | 1      | Danbury Whalers | 3†     | 6      | 2      | 1      | 2      |  |
|  | 2          | Dayton Demonz        | 7          | 6          | 5          |  |  |        | Dayton Demonz   | 2      | 5      | 3†     | 3      | 9      |  |
|  | 3          | Watertown Privateers | 4          | 8          | 1          |  |  |        |                 |        |        |        |        |        |  |

Legenda: † partita terminata ai supplementari

## Premi
| Premio                     | Vincitore          | Squadra         |
| -------------------------- | ------------------ | --------------- |
| MVP                        | Ahmed Mahfouz      | Dayton Demonz   |
| MVP - Playoff              | Jeff Rose          | Dayton Demonz   |
| Miglior portiere           | Mike Brown         | Danbury Whalers |
| Miglior difensore          | Brian Marks        | Dayton Demonz   |
| Miglior difensore          | Scott Morongell    | Danbury Whalers |
| Miglior marcatore - Punti  | Ahmed Mahfouz (96) | Dayton Demonz   |
| Miglior marcatore - Gol    | Ahmed Mahfouz (42) | Dayton Demonz   |
| Miglior marcatore - Assist | Ahmed Mahfouz (54) | Dayton Demonz   |
| Miglior marcatore - Assist | Cody Ayers (54)    | Danbury Whalers |
| Rookie dell'anno           | Ryan Patsch        | Danbury Whalers |
| Rookie dell'anno           | Tim Richter        | Danbury Whalers |
| Miglior Plus/Minus         | Brian Marks (+43)  | Dayton Demonz   |
| Miglior allenatore         | Trevor Karasiewicz | Dayton Demonz   |